# Ван Фэй (певица)
Ван Фэй, или Фэй Вонг (кит. упр. 王菲, пиньинь Wáng Fēi, палл. Ван Фэй, англ. Faye Wong; род. 8 августа 1969) — китайская поп-певица и актриса. Родилась в Пекине, в возрасте 20 лет вместе с семьёй переехала в Гонконг, где и начала свою эстрадную карьеру. Начиная с 1995 года Ван Фэй записывала песни преимущественно на родном для неё севернокитайском. Взяв за основу китайский поп, она, тем не менее, часто экспериментировала со смежными стилями.
На сегодня Ван Фэй — одна из самых успешных звёзд китайской эстрады. Она чрезвычайно популярна практически во всех странах Восточной и Юго-Восточной Азии, и, в значительной мере, на Западе, хотя на английском языке записала лишь несколько песен. Помимо эстрадной карьеры, Ван Фэй снялась в нескольких фильмах. Наибольшую славу ей принесли картины «Чунгкингский экспресс» и «2046», режиссёром которых выступил Вонг Карвай.

## Биография

### Детство и юность (1969—1991)
Ван Фэй родилась 8 августа 1969 года в Пекине в семье горного инженера и оперной певицы. Поскольку это был период «культурной революции», семья Ван, как и многие другие, подвергалась определённым репрессиям, ввиду чего новорождённую пришлось назвать Ся Линь (Xia Lin), использовав девичью фамилию её матери. Когда девочке исполнилось 15 лет, родители изменили её имя на то, которое в силу обстоятельств не смогли дать при рождении — Ван Фэй.
С самого детства Фэй очень любила петь и проявляла огромный интерес к музыке. Однако её отец постоянно работал, а мать путешествовала по стране с выступлениями. Певческий талант, который проявился у девочки ещё в школе, также не нашёл поддержки среди родителей, поскольку мать как профессиональная певица полагала, что музыкальная карьера это мертворождённая идея для дочери. Тем не менее, несмотря на запрет матери, в период с 1985 по 1987 гг. Ван Фэй записала два альбома, которые главным образом состояли из кавер-версий песен её кумира — Терезы Тенг.
В 1987 году, когда Фэй исполнилось 18 лет, её отец решил перевезти всю семью в Британский Гонконг. Поначалу девочка испытывала глубокое одиночество, поскольку не могла говорить на кантонском диалекте, в то время как новое окружение не понимало её родную речь. Первоначально она попробовала свои силы в качестве модели, но довольно быстро потеряла к этому интерес. Тогда отец отправил её учиться пению. Её преподавателем стал Тхай Сичхун (Tai See-Chung), ранее работавший с такими звёздами как Анита Муи и Энди Лау. Тхай Сичхун сразу заметил способности Фэй, и с тех пор она стала постоянно выступать на различных музыкальных вечерах, танцах и других мероприятиях, чем привлекала всеобщее внимание. Вскоре Фэй представили одному из руководителей компании Cinepoly (в Европе известна как PolyGram), который был сильно впечатлён её вокальным мастерством и немедленно решил подписать контракт. Это было рискованное мероприятие, поскольку артисты с континента в Гонконге обычно были на «задворках» сцены.
Cinepoly убедили начинающую певицу взять сценический псевдоним Wong Jing Man, английским эквивалентом которого было выбрано имя Ширли. Таким образом, в 1989 году Фэй выпустила свой первый альбом, который назывался Shirley Wong. Релиз привлёк некоторое внимание публики и более-менее положительные отзывы критиков, а песня «However That Day» получила статус хита. Далее, в 1990 году, последовали ещё два альбома: Everything и You’re the Only One, которые, впрочем, находились примерно на том же уровне, что и первый, разве что с более низким уровнем продаж. В то время многие критики полагали, что молодая певица пополнит ряды артистов с континента, которые теснились на задворках гонконгской сцены.
Осознав, что вышедшие работы представляют собой далеко не то, чего ей хотелось, и будучи очень недовольной своим профессиональным уровнем, Фэй решила отправиться в Нью-Йорк для серьёзного обучения вокалу, английскому языку и знакомства с западной культурой в целом. В масс-медиа эта новость вызвала сенсацию, поскольку пауза в карьере в условиях жёсткого соревнования между исполнителями кантопопа, тем более для начинающей исполнительницы, была равнозначно творческому самоубийству. В этот период на её музыкальные взгляды очень сильное влияние оказало творчество западных групп, таких как The Cranberries, Cocteau Twins, а также стиль R&B и рэп, что проявится немного позже. Параллельно с обучением Фэй готовила материал для своего нового альбома. Пробыв в США около года, она вернулась обратно в Гонконг, и с этого момента начался новый этап в её карьере.

### Вершина успеха (1992—1996)
Прибыв домой, первое, что сделала Фэй — вопреки протестам компании Cinepoly избавилась от своего «западного» псевдонима Shirley. Таким образом, в 1992 году свет увидел её первый альбом, выпущенный под именем Ван Фэй, получивший символическое название Coming Home. С выпуском данного релиза Фэй стала по-настоящему знаменитой. Наиболее выдающимися песнями альбома были «Fragile Woman», «Miss You Night And Day», «Romantic Storm» и «Kisses In The Wind». Однако Фэй не собиралась останавливаться на достигнутом. В феврале 1993 года она представила публике свою новую работу — No Regrets. Примечателен тот факт, что заглавная песня «No Regrets» была исполнена на путунхуа, впервые за всё время творчества Фэй, в то время как все предыдущие песни исполнялись на кантонском диалекте. Это было сделано не случайно — путунхуа — родной диалект Фэй. Также благодаря подобному ходу значительно расширилась аудитория певицы, особенно за счёт КНР, Тайваня и Сингапура. То, что певица сама написала тексты песен для этого альбома, также добавило ей популярности. С выходом в сентябре 1993 года альбома 100,000 Why’s, который и по сей день считается одной из вершин её творчества, Ван Фэй продемонстрировала влияние на своё творчество альтернативного рока.
В 1994 году она записала свой первый альбом, состоящий из песен исключительно на путунхуа, — Mystery. Песня «我願意» («Я хотела бы») попала на вершину чартов. Другим важным событием были съёмки в одной из главных ролей в фильме Вонга Карвая «Чунцинский экспресс», в котором она сыграла мечтательную и непоседливую продавщицу, а также исполнила кавер-версию песни «Dreams» группы The Cranberries. Наконец, в том же 1994 году она выпустила три альбома: 胡思亂想, 天空 и 討好自己. Композиция «Exit» с последнего альбома была написана в стиле рэп, что удивило фанатов. Увеличившаяся популярность Фэй привела к тому, что фанаты записали двухдисковую компиляцию «Fayenatics — The Album», на которой исполняли песни Фэй, отправив одну копию в подарок самой певице.
Вскоре на свет появился альбом «Di-Dar» (1995), который отличается экспериментальным звучанием. В том же 1995 году от астмы умерла Тереза Тенг, которая была для Фэй идолом и фактически заочным учителем. В связи с этим событием был выпущен трибьют-альбом 菲靡靡之音, включавший в себя 13 песен Терезы Тенг в исполнении Фэй. Релиз 浮躁, вышедший в 1996 году в чём-то продолжил концепцию «Di-Dar», однако звучал всё же в более традиционном для певицы духе. Несколько треков на этой пластинке были написаны совместно с шотландской группой Cocteau Twins — одной из любимых у Фэй. Кроме того, начиная с этого альбома все песни исполняются исключительно на путунхуа (кантонские варианты композиций теперь выступают в качестве бонус-треков). Данная работа подвела своеобразный итог самого продуктивного периода творчества Фэй, после чего она разорвала контракт с компанией Cinepoly и перешла «под крыло» широко известного на западе лейбла EMI.

### Сотрудничество с EMI
Первым альбомом, вышедшим после перехода к EMI, стал 王菲 (1997), принёсший такие песни как «Bored» и 人間 («Mortal World»), без которых теперь не обходится ни один концерт Фэй. Диск 唱遊 (1998) обозначил новую тенденцию в музыке певицы: более тяжёлое и альтернативное звучание. Далее Фэй отправилась в тур, который получил название «Faye HK Scenic Tour ’98-99» и явился самым масштабным концертным шоу за весь её творческий путь. Записи этого концерта были выпущены на Audio- и Video CD и в настоящее время являются коллекционной редкостью. В 1996 году Фэй вышла замуж за китайского рок-музыканта Доу Вея (Dou Wei), и 3 января 1997 года у неё родилась дочка Доу Джинтон (Dou Jintong). Брак оказался неудачным, пара и со скандалом рассталась в 1999 году.
Тем временем Фэй стала популярна за пределами Китая. В 1998 году она привлекла внимание японского композитора Нобуо Уэмацу, известного своими саундтреками к видеоиграм из серии Final Fantasy. Уэмацу предложил ей исполнить песню «Eyes on Me» для Final Fantasy VIII, готовящейся к выходу на PlayStation. После появления на свет данной видеоигры в Японии и США началась волна увлечения музыкой Фэй. Сингл «Eyes on Me» в первые же дни был распродан в количестве 500 000 копий. Это был первый случай со времён Терезы Тенг, когда китайская певица добилась в Японии такого признания и популярности. Кроме того, Фэй стала первой кантопоп-певицей, выступившей в японском зале «Ниппон Будокан».
В 1999 году Фэй выпустила ещё один альбом — 只愛陌生人, который содержал в равной степени как довольно тяжёлые песни типа «Up to the Brambles» и 精彩 («Spectacular»), так и баллады вроде 過眼雲煙 («Passing Clouds») и заглавной 只愛陌生人 («Only Love Strangers»). Последняя была очень популярна не только в Азии, но и на Западе и попала в саундтрек фильма «Убрать Картера» с Сильвестром Сталлоне в главной роли. Кроме того, некоторые песни были использованы в рамках рекламной кампании фирмы «Пепси», с которой Фэй подписала соответствующий контракт.
В XXI веке Фэй выпустила концептуально новый альбом 寓言, большую часть музыки и текстов к которому она написала сама. В песнях преобладала сказочная тематика, а также религиозные мотивы. Альбом можно условно разделить на две части. Первая, авторства Ван Фэй, представляет собой непрерывный цикл умиротворяющих песен, плавно перетекающих одна в другую, например, «New Tenant» или «Xiang Nai Er». Вторая же выдержана в классическом для певицы духе с фортепианными балладами вроде «Forget and Smile» и рок-композициями типа «Farewell Firefly». В том же 2000 году Ван Фэй вновь покорила Японию — на этот раз не только музыкой, но и своей актёрской игрой, снявшись в популярнейшем сериале «Usokoi» и написав для него заглавную песню «Separate Ways», исполненную на японском языке. Вдобавок Фэй снялась в комедии «Okinawa Rendez-vous» в роли девушки японского мафиози. За этими событиями традиционно последовал концертный тур, который охватывал КНР, Тайвань, Японию и Австралию.
Через год после выхода 寓言 закончился контракт Фэй с компанией EMI. Последним альбомом, который вышел под этим лейблом стал экспериментальный релиз, названный просто — 王菲, несмотря на то, что работа с таким названием уже выходила в 1997 году. Новое творение отличилось двумя хитами: тяжёлой и «драйвовой» песней 光之翼 («Wings of Light») и вальсовой 流浪的紅舞鞋 («Wandering Red Dancing Shoes»). После выхода альбома Фэй сыграла роль китайской принцессы в музыкальной комедии «Китайская Одиссея 2002» и записала главную песню для фильма «Герой». Далее в творчестве Фэй начался период работы с компанией Sony Music и активных съёмок в кино.

### Последний альбом и карьера в кино
В 2003 году вышел последний на данный момент альбом Фэй под названием 將愛, спродюсированный тайваньским «королём живой музыки» Ву Байем. Он сразу же стал абсолютным лидером продаж со времён 寓言, причём ещё до выхода альбома кантонский вариант заглавной песни был запрещён на территории КНР из-за упоминания в тексте наркотиков. Однако проблему удалось замять, и в итоге главным треком альбома был поставлен новый вариант с текстом на путунхуа, написанный самой Фэй. Далее певица отправилась в масштабный концертный тур под названием «No Faye, No Live!», после чего вместе с Леоном Лаем (Leon Lai) снялась в одной из главных ролей в романтической мелодраме «Leaving Me Loving You». Примерно в то же время был выпущен фильм Вонг Карвая «2046», в котором Ван Фэй также сыграла главную роль. В 2005 году Фэй второй раз вышла замуж — за китайского актёра Ли Япэна, а 27 мая 2006 года у неё родилась дочка Ли Янь. Менеджер Фэй Кэти заявила, что, возможно, певица оставит сцену в связи с болезнью дочери, однако операция, которую не удавалось сделать в Китае, была проведена в США. Это подвигло Фэй на организацию фонда «Smileangel», занимающегося помощью больным детям, который она сама в данный момент и возглавляет.
В октябре 2006 года Фэй официально заявила, что вернётся на сцену не раньше, чем через два-три года. По её словам, она бросила пить и курить, стала вегетарианкой и намерена всё это время провести со своей семьёй в уединении от прессы и поклонников. Однако в 2010 году певица вернулась на сцену.
5 марта 2011 года она начала новый мировой тур Faye Wong Tour 2011, а в первый день 2012 года представила новый сингл «Желаю» (願).
|                                              |  |  |
| Концерт Ван Фэй в Гонконге 4 марта 2011 года |  |  |

## Медиа

### Фильмы
- 2046 (2046) (2004), режиссёр Вонг Карвай
- Покидая мою любовь (大城小事) (2004) with Leon Lai
- Китайская одиссея 2002 (фильм) 天下無雙 (2002)
- Рандеву в Окинаве 戀戰沖繩 (2000)
- Чунгкингский экспресс (重慶森林) (1994) режиссёр Вонг Карвай
- Дневник Бьйонди (BEYOND日記之莫欺少年窮) (1991) with Beyond (band)

### Телевидение
- Usokoi ウソコイ (2001)
- Современные любовные истории IV: Three Equals One Love 愛情戀曲IV: 愛情3加1 (TVB, 1994)
- Вечность 千歲情人 (TVB, 1993)
- Легендарный Рейнджер 原振俠 (TVB, 1993)
- Дела Правосудия II (壹號皇庭II) (TVB, 1992)
- Bie Ji 別姬 (TVB, 1991)

### Альбомы/Пластинки
- 1989: Shirley Wong (王靖雯)
- 1990: Everything
- 1990: You’re the Only One
- 1992: Coming Home
- 1993: No Regrets (執迷不悔)
- 1993: 100,000 Whys (十萬個為什麼)
- 1994: Mystery (迷)
- 1994: Random Thoughts (胡思亂想)
- 1994: Sky (天空)
- 1994: Ingratiate Oneself (討好自己)
- 1995: Decadent Sounds of Faye (菲靡靡之音)
- 1995: Di-Dar
- 1996: Restless (浮躁)
- 1997: Faye Wong (王菲)
- 1998: Scenic Tour (唱遊)
- 1999: Only Love Strangers (只愛陌生人)
- 2000: Fable (寓言)
- 2001: Faye Wong (王菲)
- 2003: To Love (將愛)
- 2015: Be Perfunctory (敷衍)